# Xã Noltimier, Quận Barnes, Bắc Dakota
Xã Noltimier (tiếng Anh: Noltimier Township) là một xã thuộc quận Barnes, tiểu bang Bắc Dakota, Hoa Kỳ. Năm 2010, dân số của xã này là 65 người.